# Bryshon Nellum
Bryshon Nellum (* 1. Mai 1989 in Los Angeles, Kalifornien) ist ein US-amerikanischer Sprinter, der sich auf den 400-Meter-Lauf spezialisiert hat.
2007 wurde er panamerikanischer Juniorenmeister. 2009 wurde er, mittlerweile Student an der University of Southern California, bei einem Drive-by-Shooting dreimal in die Beine geschossen. Die Schusswunden mussten mit drei Operationen behandelt werden, und die Ärzte machten ihm keine Hoffnungen, wieder in die Weltspitze zurückzukehren. Mit Geduld und Hartnäckigkeit gelang es ihm jedoch, 2012 Dritter bei den US-Ausscheidungskämpfen für die Olympischen Spiele in London zu werden. Im Einzelbewerb erreichte er das Halbfinale, in der 4-mal-400-Meter-Staffel gewann er mit der US-Mannschaft Bronze, und für die Schlusszeremonie wurde er von den Athleten des US-Teams zum Flaggenträger gewählt.
2013 wurde er in seinem letzten Jahr an der Universität NCAA-Meister. 2015 gewann er bei den Weltmeisterschaften in Peking mit der US-Staffel die Goldmedaille.

## Persönliche Bestzeiten
- 200 m: 20,23 s, 12. Mai 2013, Los Angeles
- 400 m: 44,73 s, 7. Juni 2013, Eugene